# Борзов, Валерий Филиппович
Вале́рий Фили́ппович Борзо́в (укр. Валерій Пилипович Борзов; род. 20 октября 1949, Самбор, Дрогобычская область) — советский легкоатлет-спринтер, двукратный олимпийский чемпион и трёхкратный призёр Олимпийских игр, спортивный функционер, государственный и общественный деятель Украины.
Президент НОК Украины (1990—1998), президент Федерации лёгкой атлетики Украины (1996—2012), член МОК (c 1994 года). Заслуженный мастер спорта СССР (1970), кандидат педагогических наук (1981).
Первый и единственный советский спринтер, выигравший олимпийское золото на дистанциях 100 и 200 метров.

## Биография

### Происхождение
В детско-юношескую школу Новой Каховки спортсмен пришёл в 12-летнем возрасте, тренеры (в том числе Борис Войтас) сразу рассмотрели в начинающем спортсмене будущую звезду и способствовали переезду Валерия в Киев, первые успехи пришли к спортсмену в сравнительно юном возрасте.
Знаменосец команды СССР на закрытии Летних Олимпийских игр 1972 года в Мюнхене.
Член КПСС с 1972 года.
Под руководством своего тренера, известного педагога и учёного В. В. Петровского, провёл большую исследовательскую работу, итоги которой сформулировал в успешно защищённой кандидатской диссертации (1981).
После завершения спортивной карьеры стал работать в ЦК ЛКСМ Украины: с 1979 года — заместитель заведующего отделом оборонно-массовой и спортивной работы ЦК ЛКСМУ, с 16 февраля 1980 года — секретарь ЦК ЛКСМ Украины.

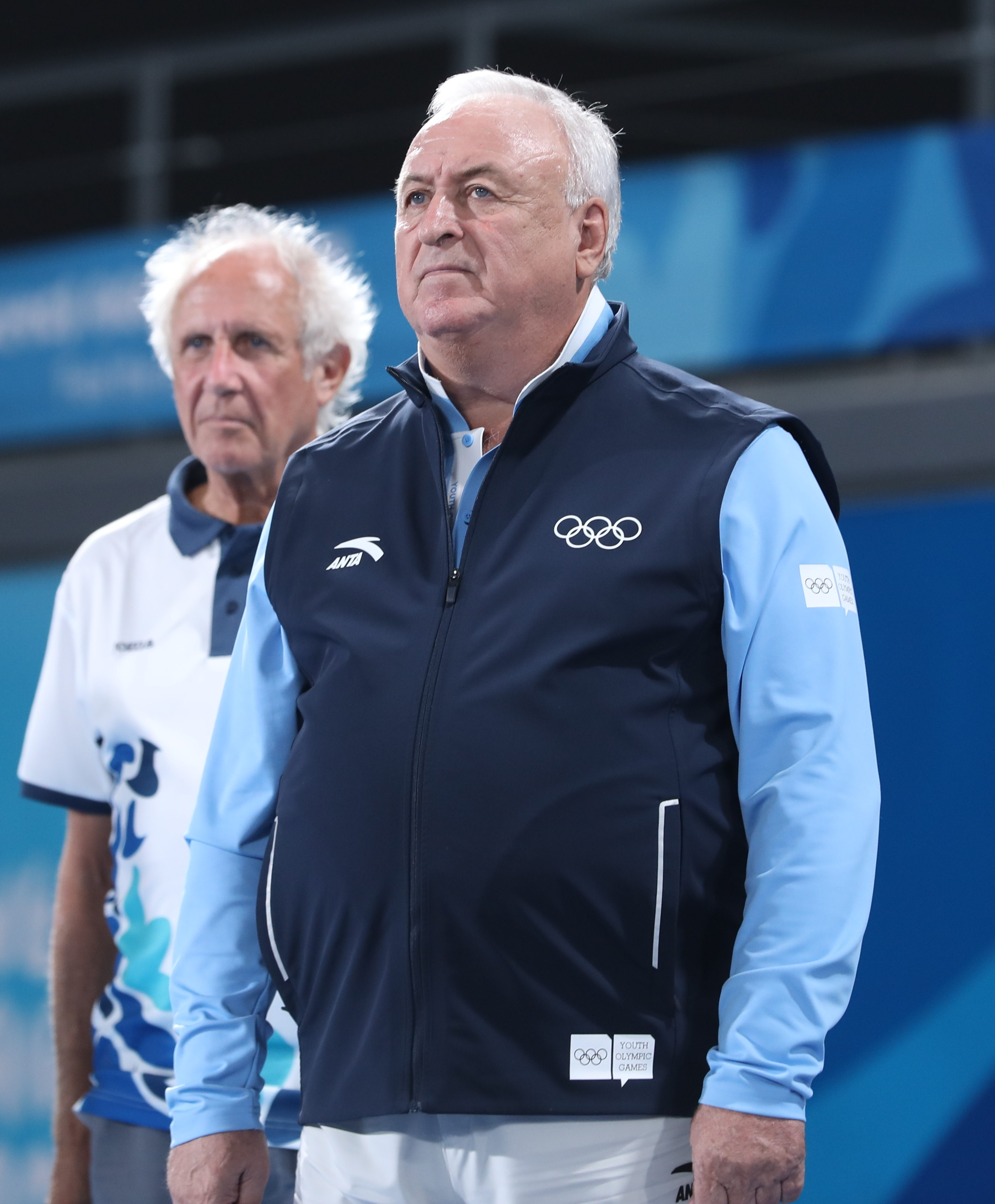
Борзов на церемонии награждения Олимпийских игр 2018 года

После политической работы вернулся в спорт, став заместителем председателя Госкомспорта Украины. В конце 1987 года на конгрессе Европейской легкоатлетической ассоциации Валерий Борзов был избран членом совета этой организации.
С 1990 был одновременно министром спорта и президентом Национального олимпийского комитета Украины. В 1997 году покинул пост министра спорта, а в 1998 году — пост главы Национального олимпийского комитета.
Член Международного олимпийского комитета с 1994 года.
В 1996—2012 годах — президент Федерации лёгкой атлетики Украины.
С 1998 по 2002 год — народный депутат Украины, председатель комитета Верховной рады Украины 3-го созыва по вопросам молодёжной политики, физической культуры, спорта и туризма. В 2002 году переизбран в депутаты Рады 4-го созыва.
С 2003 года член Социал-демократической партии Украины (объединённой).

### Спортивная карьера

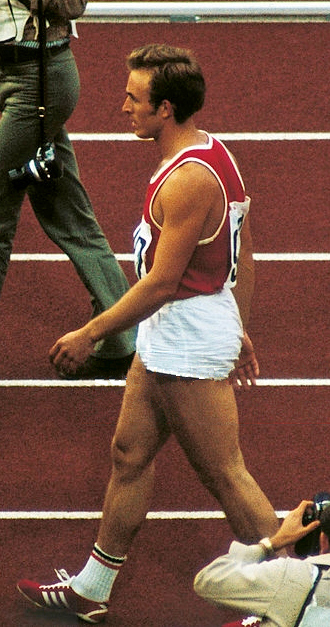
Борзов на Олимпиаде в Мюнхене, 1972 год.

В 1968 году в 19 лет Валерий Борзов становится трёхкратным чемпионом Европы среди юниоров. В следующем году он выигрывает взрослый чемпионат СССР, пробежав 100 метров ровно за 10 секунд. В том же 1969 году он выигрывает чемпионат Европы на стометровке и завоевывает серебро в эстафете 4 × 100 метров. Летом 1970 года Валерий Борзов участвует в легкоатлетическом матче СССР — США и впервые за всю историю этого турнира приносит победу на дистанции 100 метров советской сборной.
На Олимпиаде в Мюнхене Борзов первым из советских спортсменов выигрывает забег на 100 метров. А на 200-метровой дистанции спортсмену удалось сделать золотой дубль, обойдя на финише трёх американцев. Это была вторая победа на спринтерских дистанциях белокожего легкоатлета на Олимпийских играх после выигрыша Армина Хари в 1960 году в Риме: до конца 60-х годов на коротких дистанциях доминировали спортсмены из США и.
В предварительном забеге на стометровке на Олимпиаде в Мюнхене Валерий Борзов показал результат 10,07 с. С переходом ИААФ с 1975 года на официальную регистрацию рекордов системами автоматического хронометража с точностью до сотых этот результат стал рекордом Европы (побит итальянцем Пьетро Меннеа 14.09.1979), рекордом СССР (не побит) и после развала СССР рекордом Украины (не побит на 03.10.2022).
После победы на Олимпиаде с 1975 по 1977 год Валерий трижды подряд выигрывает звание чемпиона Европы на короткой дистанции 60 метров в закрытых помещениях. На Олимпийских играх 1976 года в Монреале он вновь выигрывает медали, но на этот раз бронзовые: спортсмен дважды поднимается на пьедестал почёта по результатам забегов на 100 метров и эстафеты 4 × 100 метров.
Последним соревнованием для Валерия Борзова стала VII Спартакиада народов СССР (1979), после которой он завершил карьеру.
Выступал за спортивное общество «Буревестник», в 1973 году перешёл в «Динамо».
Фотография с лидирующим в олимпийском забеге Валерием Борзовым в форме сборной СССР записана на золотой пластинке «Вояджера», путешествующей далеко в космосе.

### Семья
В 1977 году женился на Людмиле Турищевой  — выдающейся советской гимнастке. 
- Дочь — Татьяна Валерьевна Борзова (род. 1978); в детстве занималась гимнастикой, затем легкой атлетикой. Закончила Университет дизайна по специальности «модельер одежды». Живёт с мужем Денисом и детьми в канадском городе Торонто. 
  - Внуки — Егор, Тимофей и Илья (родились в Канаде).

## Результаты
| Год  | Соревнования                   | Город         | Дата        | Дистанция | Результат   | Место |
| ---- | ------------------------------ | ------------- | ----------- | --------- | ----------- | ----- |
| 1969 | Чемпионат Европы               | Афины         | 17 сентября | 100 м     | 10,49       | I     |
| 1969 | Чемпионат Европы               | Афины         | 20 сентября | 4×100 м   | 39,40       | II    |
| 1970 | Чемпионат Европы (в помещении) | Вена          | 14 марта    | 60 м      | 6,6 =WB, CR | I     |
| 1971 | Чемпионат Европы (в помещении) | София         | 13 марта    | 60 м      | 6,6 =CR     | I     |
| 1971 | Чемпионат Европы               | Хельсинки     | 11 августа  | 100 м     | 10,27       | I     |
| 1971 | Чемпионат Европы               | Хельсинки     | 13 августа  | 200 м     | 20,31       | I     |
| 1972 | Чемпионат Европы (в помещении) | Гренобль      | 11 марта    | 50 м      | 5,75 =WB    | I     |
| 1972 | Летние Олимпийские игры        | Мюнхен        | 1 сентября  | 100 м     | 10,14       | I     |
| 1972 | Летние Олимпийские игры        | Мюнхен        | 4 сентября  | 200 м     | 20,00       | I     |
| 1972 | Летние Олимпийские игры        | Мюнхен        | 10 сентября | 4×100 м   | 38,50       | II    |
| 1974 | Чемпионат Европы (в помещении) | Гётеборг      | 9 марта     | 60 м      | 6,58=CR, NR | I     |
| 1974 | Чемпионат Европы               | Рим           | 3 сентября  | 100 м     | 10,27       | I     |
| 1974 | Чемпионат Европы               | Рим           | 8 сентября  | 4×100 м   | 39,03       | 4     |
| 1975 | Чемпионат Европы (в помещении) | Катовице      | 8 марта     | 60 м      | 6,59        | I     |
| 1976 | Чемпионат Европы (в помещении) | Мюнхен        | 21 февраля  | 60 м      | 6,58 =CR    | I     |
| 1976 | Летние Олимпийские игры        | Монреаль      | 24 июля     | 100 м     | 10,14       | III   |
| 1976 | Летние Олимпийские игры        | Монреаль      | 31 июля     | 4×100 м   | 38,78       | III   |
| 1977 | Чемпионат Европы (в помещении) | Сан-Себастьян | 12 марта    | 60 м      | 6,65        | I     |
| 1978 | Чемпионат Европы               | Прага         | 30 августа  | 100 м     | 10,55       | 8     |

| Год  | Город  | Дата              | Дистанция | Результат | Место |
| ---- | ------ | ----------------- | --------- | --------- | ----- |
| 1969 | Киев   | 17—20 августа     | 100 м     | 10,0      | I     |
| 1970 | Минск  | 12—14 сентября    | 100 м     | 10,5      | II    |
| 1970 | Минск  | 12—14 сентября    | 200 м     | 21,4      | II    |
| 1971 | Москва | 16—19 июля        | 100 м     | 10,1      | I     |
| 1971 | Москва | 16—19 июля        | 200 м     | 20,2      | I     |
| 1971 | Москва | 16—19 июля        | 4×100 м   | 39,2      | I     |
| 1972 | Москва | 17—20 июля        | 100 м     | 10,0      | I     |
| 1972 | Москва | 17—20 июля        | 200 м     | 20,7      | I     |
| 1973 | Москва | 10—14 июля        | 200 м     | 20,6      | I     |
| 1973 | Москва | 10—14 июля        | 4×100 м   | 40,1      | III   |
| 1974 | Москва | 23—26 июля        | 100 м     | 10,2      | I     |
| 1974 | Москва | 23—26 июля        | 200 м     | 21,0      | I     |
| 1974 | Москва | 23—26 июля        | 4×100 м   | 39,9      | I     |
| 1975 | Москва | 27—30 июля        | 100 м     | 10,2      | I     |
| 1975 | Москва | 27—30 июля        | 200 м     | 20,6      | I     |
| 1975 | Москва | 27—30 июля        | 4×100 м   | 39,5      | I     |
| 1976 | Киев   | 10—12, 22—24 июня | 100 м     | 10,27     | I     |
| 1977 | Москва | 26—29 июля        | 100 м     | 10,47     | I     |
| 1977 | Москва | 26—29 июля        | 200 м     | 20,81     | I     |
| 1977 | Москва | 26—29 июля        | 4×100 м   | 39,93     | I     |

## Награды
- Орден князя Ярослава Мудрого IV степени (2020)[10]
- Орден князя Ярослава Мудрого V степени (2004)[11]
- орденом «За заслуги» І степени (2002)[12]
- орденом «За заслуги» ІІ степени (1999)[13]
- Почётный знак отличия Президента Украины (1996)[14]
- Орден Данилы Галицкого (2008)[15]
- Орден Ленина (1972)
- Орден Дружбы народов (1976)
- Орден «Знак Почёта» (1971)[16]
- Заслуженный мастер спорта СССР (1970)[17]
- Медаль Национального олимпийского комитета Беларуси (2005)[18]

### на украинском языке
- Акімов І. А. Добігти до себе / Пер. з рос. — Київ: Молодь, 1977. — 174 с.